# Bugs Bunny et Taz : La Spirale du temps
Bugs Bunny et Taz : La Spirale du temps (Bugs Bunny and Taz : Time Busters) est un jeu vidéo se déroulant dans l'univers des Looney Tunes, sorti sur PlayStation et PC en 2000. 
Il s'agit d'une suite indirecte du jeu Bugs Bunny : Voyage à travers le temps, développé sur les mêmes supports et sorti en 1999.

## Résumé
L'intrigue commence dans la cité de Granwich, où le Régulateur Temporel contrôlé par Mémé maintient en ordre les époques entre elles. Un jour, Mémé fait appel à Daffy Duck, qui exerce la profession de dératiseur. Elle le charge de se débarrasser d'une souris qui s'est installée dans l'appareil, en faisant attention de ne rien perturber dans le système. Mais en voulant attraper l'animal, Daffy touche la pierre temporelle, également appelée gemme temporelle, le cœur de la machine. Il se retrouve ainsi propulsé dans une autre époque avec la pierre. Sans celle-ci, le Régulateur Temporel ne peut plus fonctionner et explose, mélangeant les époques et éparpillant ses rouages un peu partout. Plusieurs personnes se retrouvent dans la mauvaise ligne temporelle ou perdus dans Granwich, où ils sont en proie à la panique.
Bugs Bunny, réveillé par un rouage qui lui est tombé dessus, se questionne sur l'agitation qui règne à Granwich. Il est soudainement attrapé par une tornade qui l'emmène voir Mémé. Elle lui explique que Daffy a "bouleversé les époques", et qu'il faut y remettre de l'ordre. Elle présente au lapin celui qui l'a amené ici : Taz, son "Diable de Tasmanie domestique". Tous les deux partent en mission pour retrouver la pierre et les rouages du Régulateur Temporel.
Leur quête commence à Granwich, où Mémé leur apprend les bases de l'aventure. Puis ils se rendent dans l'Ère Aztèque où, après de multiples périples, ils pénètrent dans une pyramide labyrinthique appartenant à Sam le Pirate. Ce dernier a capturé Daffy, qui tenté de lui voler son trésor, et s'apprête à le sacrifier au dieu Quetzalcóatl. Le canard a en effet décidé d'utiliser la pierre temporelle pour voyager entre les époques et s'enrichir malhonnêtement. La gemme a été abandonnée sur une plate-forme retenue par trois cordes. Sam tente de brûler Bugs et Taz avec une torche, mais ils parviennent à l'assommer et à brûler les cordes, faisant tomber la pierre. Mais Daffy remet la main dessus en premier, et disparait vers une autre époque.
Les deux héros partent ensuite pour l'Ère Viking, où de nouvelles énigmes les attendent dans un village côtier et ses environs. Ils finissent par ouvrir un accès vers le Domaine d'Elmer Fudd, qui règne sur cette époque. Déjà courroucé par l'intrusion de Daffy, qui souhaite s'emparer de son précieux marteau magique en or, Elmer n'est pas plus ravi de voir débarquer Bugs et Taz, et engage le combat avec eux. Elmer utilise son marteau pour commander au dieu Thor, essayant de foudroyer les deux héros. Ces derniers parviennent cependant à triompher, tandis qu'Elmer tombe dans le vide. Un dernier éclair brise la cage où la pierre temporelle a été enfermée, mais c'est une fois de plus Daffy qui s'en empare.
La prochaine étape est l'Ère des Mille et Une Nuits, également appelée l'Époque Arabe par Mémé. Bugs et Taz doivent passer plusieurs épreuves dans une grande ville, comme retrouver les génies des quatre éléments ou arrêter un voleur de lampes magiques. Ils pénètrent finalement dans la labyrinthique Caverne de Baba Chop. Le maître des lieux est occupé à pourchasser Daffy avec son sabre, le canard ayant tenté de lui voler des pièces d'or et des pierres précieuses de son fabuleux trésor. Les deux héros parviennent à mettre le bandit hors-jeu en faisant tomber des coffres sur sa tête et en le projetant sur un gong géant. La pierre temporelle réapparait, mais là encore, Daffy est plus rapide et se téléporte ailleurs.
Propulsé dans l'Ère Transylvanienne, la dernière époque du jeu, Daffy se retrouve coincé dans le Château du Comte Bloodcount, qu'il ne tarde pas à croiser. Alors qu'il le fuit, il tombe sur une potion magique qu'il boit sans réfléchir, et se transforme en un monstre vert géant. Pendant ce temps, Bugs et Taz arrivent dans la Ville Fantôme à l'extérieur du château, où les attendent leurs derniers défis, parmi lesquels visiter un zoo dont les animaux se transforment en monstres la nuit et traverser la Rivière Hantée. Dans le château, après avoir échappé à des armures vivantes, les deux héros sont capturés par le monstre Daffy, qui les emmène jusqu'au Comte Bloodcount. Le canard reprend alors sa forme naturelle et s'enfuit, laissant Bugs et Taz affronter le vampire.
Au terme du combat, Bugs et Taz mettent enfin la main sur la pierre temporelle et quittent l'Ère Transylvanienne sans attendre Daffy, qui se retrouve seul et à la merci du Comte Bloodcount. À Granwich, Mémé félicite les deux héros et remet la gemme sur le Régulateur Temporel.
Le jeu peut se finir de deux façons. Si le joueur n'a pas récupéré tous les objets, notamment les rouages, Mémé propose à Bugs et Taz de retourner les chercher. S'ils refusent, elle le fera elle-même, mais Daffy restera coincé dans l'Ère Transylvanienne, avec un Comte Bloodcount affamé. Si le joueur accepte, ou s'il a déjà tous les objets en sa possession, Mémé règle tous les problèmes temporels et ferme les accès vers les autres époques dans tout Granwich. Au même moment, alors que le Comte Bloodcount est sur le point de dévorer Daffy, le canard est téléporté sain et sauf auprès des héros, mais réduit à la taille d'une souris. Bugs l'aperçoit et l'asperge avec son propre produit de dératiseur. Le jeu se termine sur le lapin qui conseille à Mémé : « Si vous voulez une vraie désinfection, adressez-vous à des professionnels ! »

## Doublage
- Joe Alaskey (VF : Patrick Guillemin) : Daffy Duck
- Joe Alaskey (VF : Patricia Legrand) : Titi
- Joe Alaskey : Gruesome Gorilla, Gas-House Gorilla, Baba Chop, Comte Bloodcount
- Jim Cummings (VF : Benoît Allemane) : Taz
- June Foray (VF : Barbara Tissier) : Mémé
- Maurice LaMarche (VF : Patrick Préjean) : Sam le Pirate
- Kath Soucie : La danseuse de baladi dans l'Ère des Mille et Une Nuits
- Billy West (VF : Gérard Surugue) : Bugs Bunny
- Billy West (VF : Patrice Dozier) : Elmer Fudd

## Clins d'œil
Si le jeu met en scène plusieurs Looney Tunes célèbres en tant que héros, alliés et boss, il fait également intervenir des personnages moins connus des cartoons de Warner Bros. :
- Daffy Duck et sa société de dératisation Jet Age Pest Control, représentée par son van dans la cinématique d'introduction, sont déjà apparus dans le cartoon On a toujours besoin d'une petite souris chez soi.
- Dans le Royaume des Babouins de l'Ère Aztèque, Bugs Bunny et Taz doivent affronter Gruesome Gorilla, un gorille qui apparait dans plusieurs vieux cartoons des Looney Tunes, parmi lesquels Le Singe d'une nuit d'été
- Dans la Vallée de la Lune de l'Ère Viking, les héros sont confrontés à Gas-House Gorilla, une brute à bord d'un bateau qui leur lance des bombes. Il est inspiré des joueurs de l'équipe des Gorilles dans le cartoon Le Match de baseball.
- La tenue viking d'Elmer Fudd dans ce jeu est inspirée du cartoon Quel opéra, docteur ?.
- Le personnage de Baba Chop est inspiré du cartoon Ali Baba Bunny.
- Le Comte Bloodcount apparait dans le cartoon Un appel de Transylvanie.